# Yzeux
 Yzeux  es una población y comuna francesa, en la región de Alta Francia, departamento de Somme, en el distrito de Amiens y cantón de Ailly-sur-Somme.

## Demografía
| Gráfica de evolución demográfica de Yzeux entre 2005 y 2018 |
|                                                             |

Fuentes: INSEE.